# Bristol 401 e 402
La 401 e la 402 sono stati due modelli di autovettura prodotti dalla Bristol dal 1948 al 1953. Erano in sostanza la stessa vettura: la 401 era la versione berlina, mentre la 402 era la variante cabriolet. I due modelli appartenevano alla categoria delle vetture sportive con finiture lussuose, e sostituirono il primo modello prodotto dalla casa automobilistica britannica, la Bristol 400.

## Storia

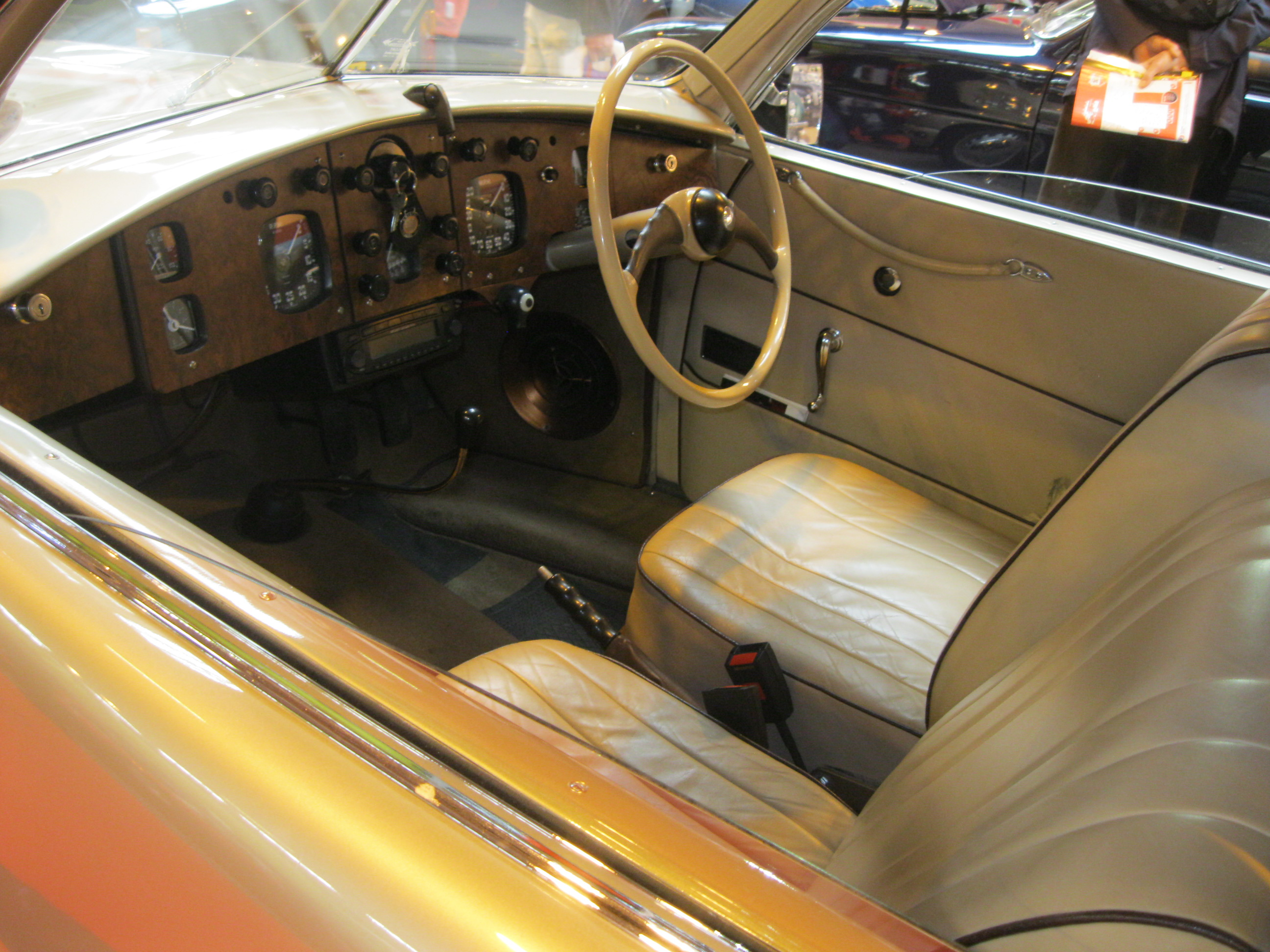
Gli interni

Sebbene la 401 e la 402 usassero una versione migliorata del motore di derivazione BMW M328 già installato sulla Bristol 400, i due modelli avevano in dotazione una carrozzeria dallo stile avanzato. Infatti, la linea prebellica della 400 venne decisamente modificata e aggiornata. La 401 venne disegnata dalla Carrozzeria Touring, e questo nuovo stile, inevitabilmente, era ispirato a quello dei modelli contemporanei progettati dalla carrozzeria citata. Ad esempio, le maniglie delle porte non erano esposte. Per aprire queste ultime era infatti necessario premere un bottone. L'abitacolo era più spazioso di quello della 400, e poteva ospitare comodamente cinque passeggeri.
Le 401 e 402 erano facilmente distinguibili per la posizione dei fanali anteriori e per la forma della calandra. Quest'ultima, che era piuttosto stretta, ricordava quella delle vetture BMW contemporanee. Il frontale, rispetto a quello della 400, era però più curvo, e questo forniva ai modelli un coefficiente di resistenza aerodinamica piuttosto basso, 0,36. Questo valore è ancora competitivo per gli standard del XXI secolo.

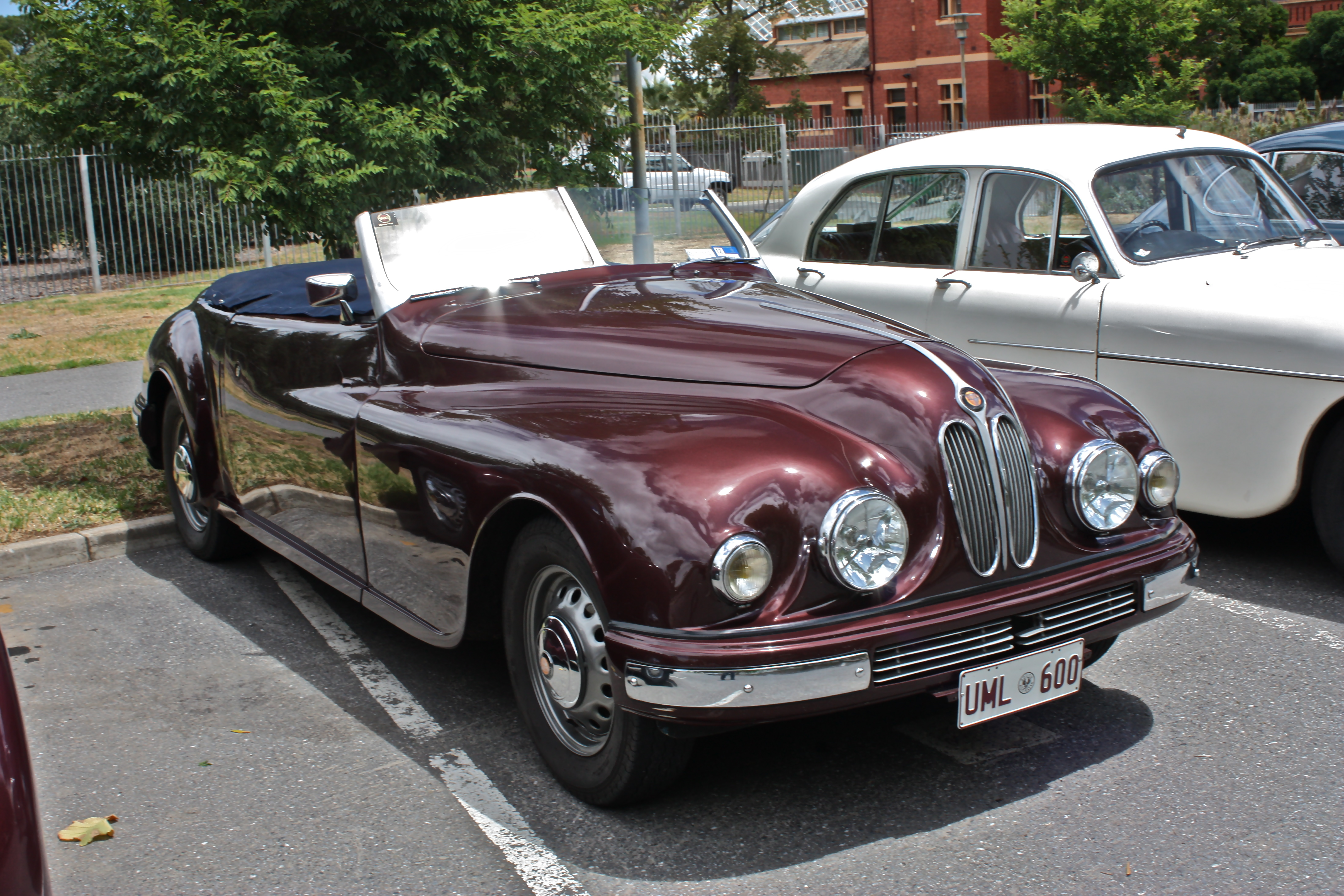
Bristol 402

I modelli avevano installato una versione aggiornata del motore della 400. Esso era a sei cilindri in linea e possedeva le valvole montate in testa. Aveva una cilindrata di 1.971 cm³. Grazie all'installazione di carburatori Solex la potenza erogata, rispetto a quella del motore della 400, salì di 5 CV a 85 CV. Ciò comporto un ulteriore miglioramento delle prestazioni, anche considerando il migliore coefficiente di resistenza aerodinamica. Il motore era installato anteriormente, mentre la trazione era posteriore. L'unico cambio disponibile era manuale a quattro rapporti.
Le sospensioni erano indipendenti, con quelle anteriori che erano formate da balestre e bracci oscillanti, e quelle posteriori che erano costituite da una barra di torsione e da un assale rigido. Lo sterzo era a cremagliera. I freni erano idraulici a tamburo sulle quattro ruote.
La 401 è stata prodotta in 611 esemplari. Questo dato consente al modello di essere tra le vetture Bristol assemblate in numero maggiore. La 402, invece, è stata prodotta in 23 esemplari ed è, per i collezionisti, uno dei più rari modelli da trovare sul mercato. Infatti, solamente 13 esemplari sono sopravvissuti fino all'inizio del XXI secolo.
Una 401 è stata provata dalla rivista specializzata The Motor nel 1952. Sono state registrate una velocità massima di 156,6 km/h e un'accelerazione da 0 a 97 km/h di 15,1 secondi. Il consumo di carburante fu di 13,6 L/100 km. Il modello utilizzato nel test costava 3.532 sterline incluse le tasse.